# Signalize!/カレンダーガール
『Signalize!/カレンダーガール』（シグナライズ カレンダーガール）は、日本の女性アイドルユニット・STAR☆ANISの1枚目のCDシングルである。本作は両A面シングルで、2012年11月21日にランティスより発売された。楽曲「Signalize!」と「カレンダーガール」は、テレビ東京系列他にて2012年10月より放送されたテレビアニメ『アイカツ！』の1stシーズン前期オープニング・エンディングテーマとしてそれぞれ起用された。
女児を対象としたメディアミックス・プロジェクト『アイカツ！』はゲームおよびアニメが並行して制作され、音楽については本来のターゲットである女児に限らず幅広い年齢層に受容される楽曲を目指した制作が行われてきた。「Signalize!」と「カレンダーガール」はその傾向を汲んだ作品となっている。「Signalize!」は作曲・編曲を担当したNARASAKIおよびSADESPER RECORDによるテクノな要素を含んだポップ・ミュージックに仕上がっているとする者や、ニュー・ウェイヴあるいはニューロマンティックなサウンドで構成されるとする者がいる。作詞家の畑亜貴による言葉選びについては複数のライターから肯定的な指摘を受けており、NARASAKIによるサウンドと合わせて女児向け作品らしくない風変わりな1曲と評されている。「カレンダーガール」は作曲・編曲を担当したMONACAの田中秀和によって様々なヴォーカル加工が施されたディスコ調の楽曲に位置づけられており、女の子の日常が描かれた内容となっている。田中が影響を受けたダンス☆マンを彷彿とさせるとも指摘され、曲中に組み込まれた多彩な編曲技術は音楽ライターらによって称賛されている。両楽曲を収録したシングルはオリコンシングルチャートにおいて最高105位を記録し、「カレンダーガール」は2019年発表の平成アニソン大賞において特別賞にノミネートされた。
「Signalize!」と「カレンダーガール」は様々なヴォーカルによるバージョンがリリースされ、イベントでのライブ・パフォーマンスも披露されている。そのほかカバー・バージョンおよびミュージシャンのkzによる「カレンダーガール」のリミックス・バージョンも発表されている。さらにテレビアニメ『アイカツ！』で「Signalize!」と「カレンダーガール」は前述のように主題歌として用いられたほか、作中に登場するキャラクターの3DCGライブ・ステージで披露される挿入歌としても用いられている。とりわけ、アニメ『アイカツ！』1stシーズン最終話に当たる50話の脚本や演出技法は、楽曲「カレンダーガール」のサウンド構成やその歌詞と密接に絡んで制作されている。

## 背景

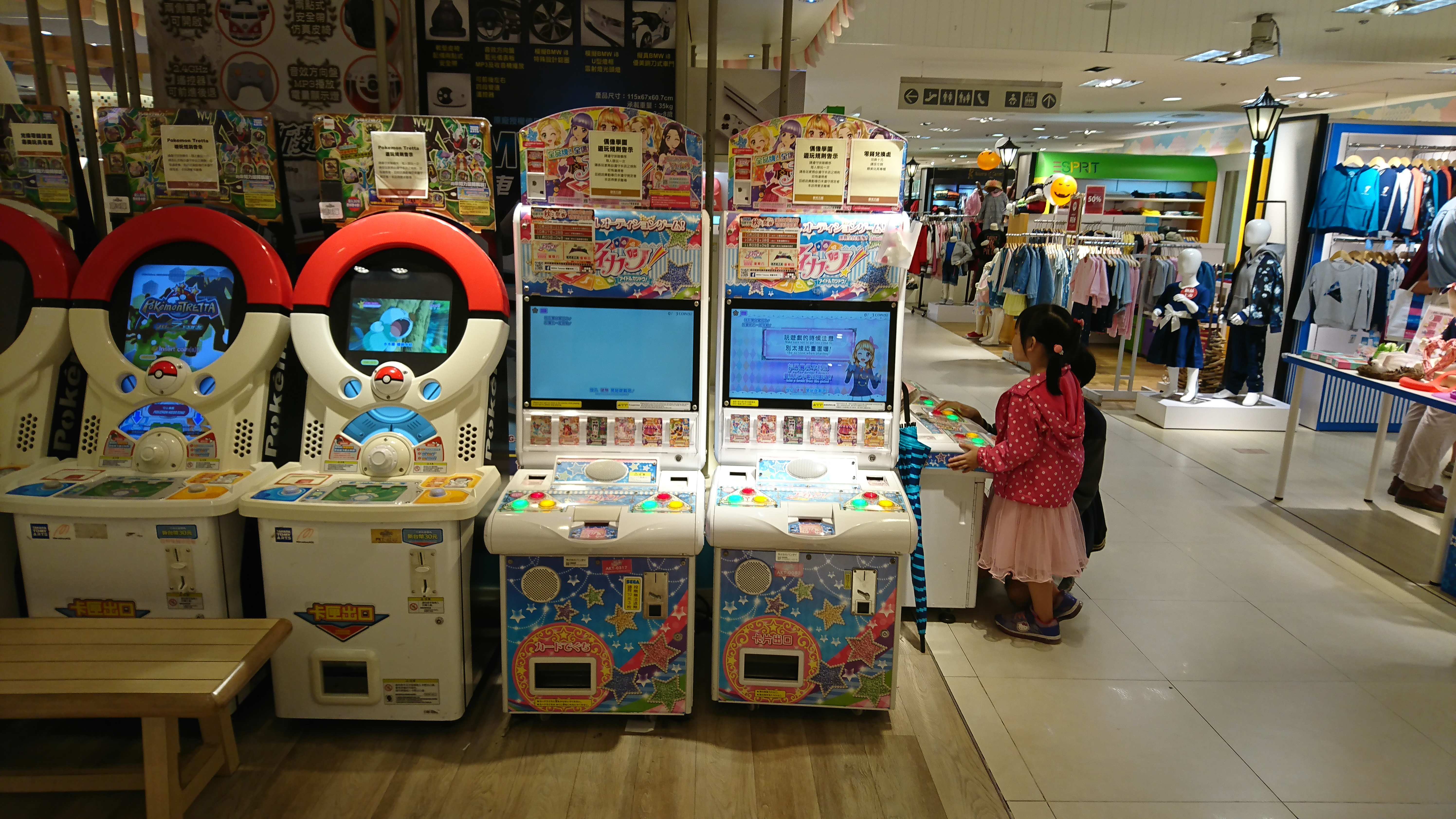
『アイカツ！』のアーケードゲーム（中央）とゲームをプレイする親子
（台湾台北市の新光三越台北駅前店8階のキッズ館にて2018年10月16日撮影）

『アイカツ！』はデータカードダスを用いたアーケードゲームおよびトップアイドルとなることを目指して日々特訓に励む少女らを描いたテレビアニメで構成される。『アイカツ！』は女児をターゲットとして制作された作品であるが、2012年10月のアニメ放送開始から1年後の時点において、作品自体や作中のキャラクターが披露する楽曲は女児に限らず異なる年齢層からも支持を得たタイトルとなった。

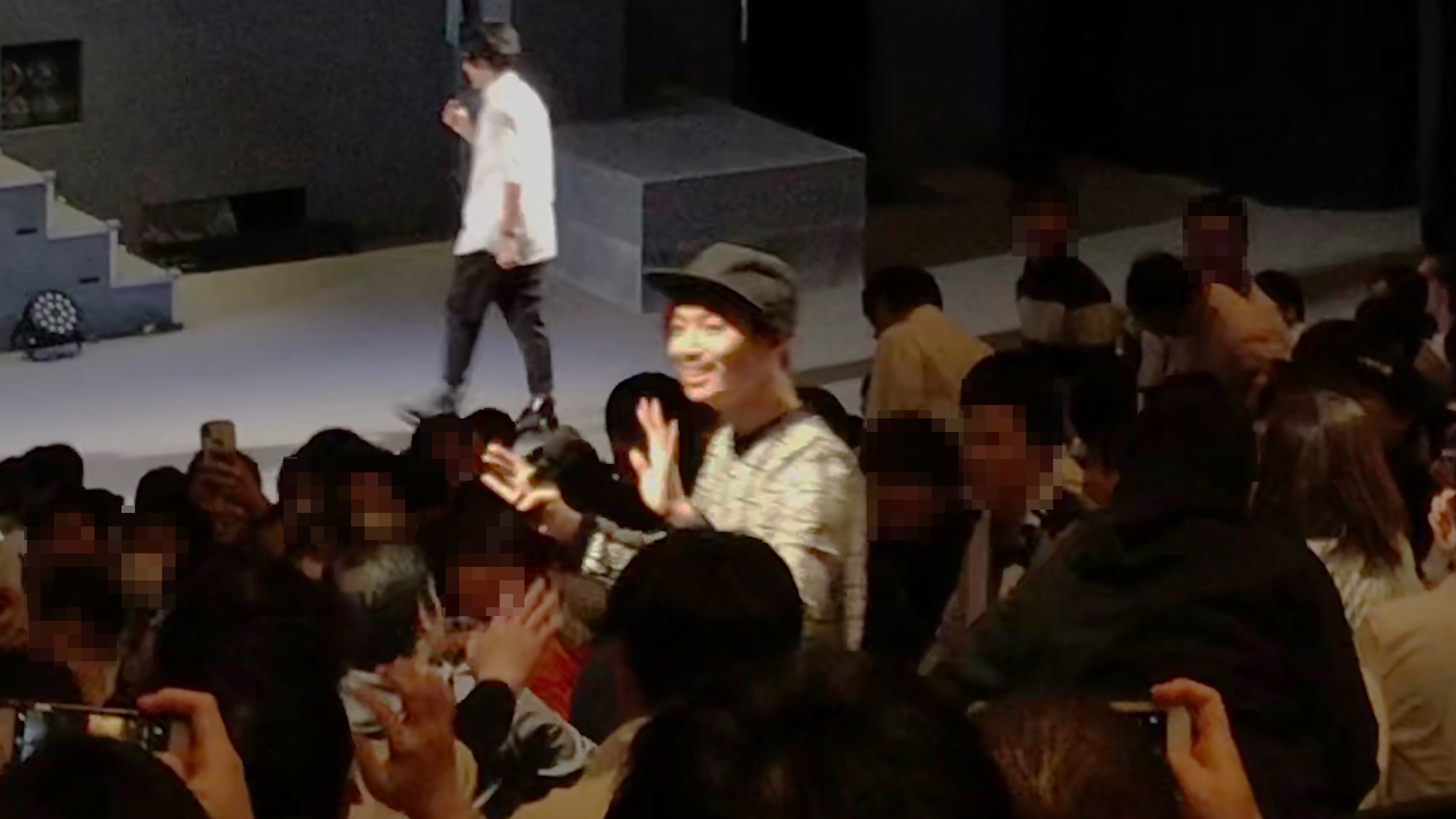
「カレンダーガール」を制作した田中秀和（シアターGロッソで開催された「アイカツ！アニON DJ Live ピクチャーレコード『カレンダーガール』リリースイベント」にて2019年3月8日撮影）

『アイカツ！』は2010年頃からテレビアニメに先行してゲーム展開のための制作プロジェクトが進行していた。そのプロジェクトの最終企画会議の際に流す映像に組み合わせる楽曲制作のために、のちにアニメの音楽制作を担当することとなる音楽制作集団・MONACAにバンダイから2011年1月頃に制作依頼が届けられた。その当時MONACAに参画して1年未満の田中秀和が制作に抜擢され、その段階で『アイカツ！』のために最初に書き下ろされた楽曲はのちにアニメ内でも挿入歌として用いられる「アイドル活動！」であった。以降ゲーム展開のための楽曲を数曲制作したあと、ゲーム内容をアニメ化する新規プロジェクトが開始し、既存のゲーム用楽曲をアニメ向けに書き換える作業が行われた。
テレビアニメ『アイカツ！』では、監督・木村隆一の補助役として水島精二がスーパーバイザーを務め、水島がゲーム制作側と協議した上で『アイカツ！』の楽曲の方向性を固めていった。水島は当時のアニメやアイドルにまつわる音楽業界では、制作者が幅広いジャンルの楽曲を提供してしのぎを削っているとして、『アイカツ！』では女児向けの音楽ではなく、女児に限らず「全世界に開かれた、全年齢対象の良質な音楽を」目指す方向性で制作依頼を行い、その方針に基づいた楽曲制作が進行していった。本項で詳述する楽曲「Signalize!」と「カレンダーガール」はそういったバラエティに富んだジャンルの音楽を提供するという狙いのもとで制作された一面が垣間見える楽曲となっている。

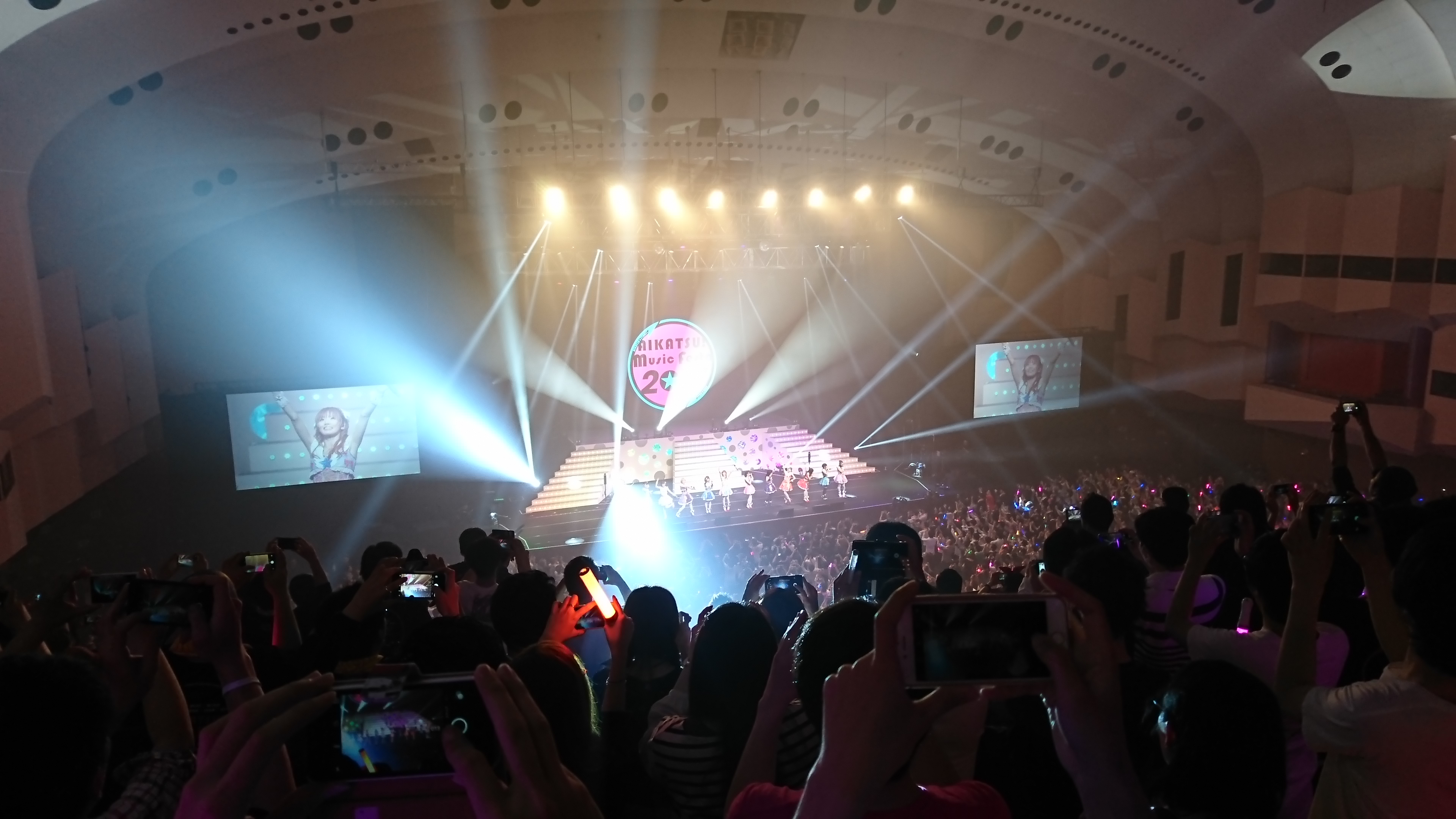
『アイカツ！』の主題歌を歌唱したSTAR☆ANISとその後継のAIKATSU☆STARS!（2017年3月26日に実施された「アイカツ！ミュージック フェスタ 2017」2日目に撮影、スクリーンに映し出されたのはSTAR☆ANIS所属のわか）

日本語版の楽曲の歌唱を担当したSTAR☆ANISは秋葉原ディアステージに在籍する女性メンバーで構成されている。彼女達は歌のデモ音源、もしくはタイアップ作品が知らされないまま行われたステージ上での歌唱オーディションによって採用され、『アイカツ！』のタイアップ楽曲でメジャー・デビューを果たすこととなった。スーパーバイザーの水島がこのオーディションで彼女達の歌唱パフォーマンスを吟味し、キャラクターごとに歌唱を担当するメンバーを割り当てており、『アイカツ！』では1つのキャラクターに対し声優と歌唱で別の役者を割り当てている。

## 制作
楽曲「Signalize!」はゲーム展開や他の使用楽曲との組合せが考慮され、クールな属性の楽曲として制作された。同作品のスーパーバイザー・水島が女児向けの作品に尖った曲をタイアップさせたいと考え、音楽プロデューサーのNARASAKIに作曲依頼を行っている。歌唱担当のわかは「Signalize!」のデモを受け取った際、最初はアニメのオープニングテーマにそぐわない楽曲のように感じたが、序奏のチャイムが物語の始まりを連想させ、オープニング映像も合わせるとれっきとしたオープニングテーマとなっていることに驚いたと述べている。水島によれば「宇宙的な広がりを感じさせ」る楽曲で、歌唱担当のわかも含め、彼らは繰り返し聴くことで違った印象を持つような楽曲としている。このような「Signalize!」の少し尖った作風と作品『アイカツ！』の世界観を組み合わせて制作されたのがアニメの2ndシーズン前期オープニングテーマ「KIRA☆Power」に当たる。
「カレンダーガール」はアイドル活動を始める前の『アイカツ！』登場キャラクター達や女の子が持つ、アイドルへの憧れがテーマとなって制作された。2012年夏の始め頃、水島がテレビアニメ『夏色キセキ』での大詰め作業と並行して楽曲制作に携わっている。そこでは、作・編曲を担当したMONACAの田中があらかじめヴォーカルの加工編集を行ったバージョンも制作していたが、田中自身が過剰なアレンジと判断したため、当初水島には無加工のデモテープを提出した。それに対し水島からは「楽曲的な面白みが足りない」という指摘を受けたため、田中はヴォーカルを加工する方針に立ち戻り、冒頭を含む一部にフィルター効果を加えた。そのほかにも水島はメロディの移り変わりを多くするよう、田中に制作を依頼したという。一方で、曲中に挿入された「Yeah!」というコーラスは水島から否定されていたものの、最終的には田中の意思が反映された形で残されている。このような意見の衝突は2人の間で正確な意思疎通が出来ていなかったために生じたことが作品が完成した後に判明し、水島はコーラスの無いバージョンと比較すれば完成曲の方が良い印象になったと考えている。なお、楽曲「カレンダーガール」の続編としてはアニメの2ndシーズン前期エンディングテーマとして用いられた「オリジナルスター☆彡」や、スマートフォン向けアプリゲーム『アイカツ！ フォトonステージ!!』で使用された楽曲「ドラマチックガール」が制作されている。特に後者の「ドラマチックガール」では「カレンダーガール」で描写された女の子の成長した姿が表現された。
ユニット・STAR☆ANISのメンバーのうち「Signalize!」の歌唱を担当したのは、わか・ふうり・すなお・りすこで、「カレンダーガール」の歌唱を担当したのは、わか・ふうり・すなおである。アニメ『アイカツ！』は日本以外にも香港、韓国、台湾、インドネシアで放送され、とりわけインドネシア語版では女性アイドルグループのJKT48がアニメ主題歌のヴォーカルを務めた。JKT48のメンバーのうち、「Signalize!」はユフィア (Yuvia)・ハンナ (Hanna)・フィエンニ (Vienny) が、「Calendar Girl」はユフィアがそれぞれ歌唱している。

## 音楽性
「Signalize!」はアニメ音楽専門雑誌『リスアニ!』編集部のレビュアーによれば、本楽曲の編曲を担当したSADESPER RECORDの音楽性が反映されたテクノな要素が混じったポップ・ミュージックとなっている。同じく『リスアニ！』誌上ではライターの須永兼次もアイドルのイメージに似つかわしい「ダンサブルなポップス」と位置づけた。一方、同誌の副編集長である澄川龍一はニュー・ウェイヴやニューロマンティックライクなサウンドと指摘している。序奏は鐘の音から始まり、ライターの上田繭子によればその出だしの音や高い歌声が曲を盛り上げる一方で、4つ打ちのビートが重々しく続く内容となっている。ヤマハミュージックメディアは、この楽曲のBPMを132とした。歌唱を行ったわかによれば、歌詞は少し大人びた内容で構成され、株式会社クリエンタに所属するライターの市川太一からは「夢に向かって歩み始める内容」と指摘されている。
「カレンダーガール」は、モーニング娘。およびそのサウンド・プロデューサーであるダンス☆マンに影響を受けたMONACAの田中が作曲・編曲を担当した。曲の歌詞には女の子の日常シーンが描かれた。ジャンルとしてはディスコに分類され、特に澄川はダンス☆マンを彷彿とさせるサウンドだと指摘している。ライターの上田は、曲中に金管楽器の音やコーラスが散りばめられている点を特筆し、「ウルトラ・キャッチーで楽しいパーティ・ソング」と表現している。また、須永によるレビューではラジオから聞こえるような音を篭らせた編集や音声波形を刻んで配置するチョップといった音声加工が効果的に施されている点に加え、スラップベースの存在についても言及されている。そのほか『月刊サウンド・デザイナー』誌のライター・平沢栄司も、渋谷系サウンドとアニメソングが融合した「アキシブ系」楽曲の作家を紹介する記事の中で田中秀和の名前を挙げ、「カレンダーガール」のトラック冒頭で「オーディオの編集による凝った演出を取り入れた」と特筆している。
なお両曲を通しては、雑誌『アニメディア』2014年5月号にシングルの総評が掲載され、ベースの音色が際立った構成で、歌詞には等身大の女の子が表現されていると紹介された。

## プロモーションとリリース
テレビアニメ『アイカツ！』放映前の2012年10月2日には、Zepp ダイバーシティ東京で記者向けの『アイカツ！』プロジェクト発表会が行われ、アニメ本放送前に楽曲「Signalize!」を用いたオープニングテーマ映像が公開された。CDシングル発売前日の11月20日にはSTAR☆ANISのライブイベントを含むシングルの先行販売イベントを秋葉原ディアステージで実施している。また、シングルがリリースされた後、11月中に複数回の販売記念イベントを実施している。
「Signalize!」と「カレンダーガール」は、ランティスによりテレビアニメで使用される「TV Size」バージョンにカットされた形態でのデジタル・ダウンロードが2012年10月24日に解禁となった。その後STAR☆ANISの1枚目のシングルとして、同年11月21日に両A面CDシングルの形態でランティスより発売された。シングルのアートワークには『アイカツ！』に登場するキャラクター、星宮いちご・霧矢あおい・紫吹蘭が描かれている。『アイカツ！』のキャラクターデザインを行ったやぐちひろこがデザインワークス担当の石川佳代子と議論してデザインを固め、輝く宝石のようなイメージで飾りや模様を多数散りばめた構成とされた。本作はやぐちが自由にデザインできたことが理由で、担当した『アイカツ！』ディスコグラフィの中でやぐちの嗜好が最も反映されたアートワークとなっている。
その後、2014年10月1日には両楽曲のハイレゾ音源のデジタル・ダウンロードが開始された。2018年7月11日には音楽ダウンロード配信・定額配信サービスにおいて「Signalize!」と「カレンダーガール」のフルバーションを含む『アイカツ！』ディスコグラフィのデジタル・ダウンロードをサンライズ音楽出版が開始した。
なお、両楽曲は2013年9月25日発売のサウンドトラック『アイカツ！の音楽!! 01』・2014年4月9日発売の『アイカツ！』のベスト・アルバム『Calendar Girls』に収録されている。2013年12月14日には『アイカツ！』に登場するキャラクター・三ノ輪ヒカリが公式グッズショップのサポーターとして就任することを記念したアルバム『HI・KA・RI Shining♪』が発売され、ゆにこが歌唱した「カレンダーガール」が4曲目に収録された。さらに、2017年6月28日に発売された『TVアニメ/データカードダス『アイカツ！』COMPLETE CD-BOX』にはSTAR☆ANISや同じくアイドルグループのAIKATSU☆STARS!のメンバーらによる複数の組み合わせによって2楽曲を歌唱したバージョンが収録された。

## 評論家による批評
「Signalize!」の作詞を担当した畑亜貴と作曲を担当したNARASAKIといったクレジットの並びについて、音楽ライターらは肯定的に捉えている。『リスアニ！』の澄川龍一は「刺激的すぎるが、そこで鳴らされるサウンドはさらに衝撃的」、ライターの上田繭子は「贅沢でオトナなふたりのコンビネーションが光る」楽曲とそれぞれ評した。さらに澄川は本楽曲だけで『アイカツ！』のディスコグラフィが尋常ではない作品だと気付かされ、これまでに聴いたことのないアイドル・ソングに仕上がっていると言及した。一方で上田は、アイドル活動で奮闘する女の子達の心情が表現され、上昇志向をもった明るいメッセージの中で憂鬱さも感じ取れる「実に不思議な曲」と表現した。歌詞に関しては女児向けの内容ではないとの指摘がある。上田はサビの前にある「残酷な夢が夢で夢になるんだ」という詞に着目し、言葉遊びのようなフレーズを用いることで「フワフワとした心地良さのなかに宙づりにされてしまった気分」と評した一方で、女児向けアニメのタイアップ楽曲の詞に「残酷」という単語を組み込んだ畑に称賛を送った。ライターの須永兼次も上田と同じ歌詞に注目し、生々しい単語を挿入したことについて「単なる"女児向け"と斬って捨てるにはあまりにも惜しすぎる」と述べた。音楽ライターの北野創も楽曲の歌詞やコード進行などに不安定さを感じたとし、それらの要素が組み合わさって既存のアイドルアニメの主題歌とはかけ離れた内容に仕上がっていると言及しているほか、ライターの市川太一も楽曲「Signalize!」に関して「アニメ音楽的には一種の異端児的な」作品だと表現している。このように一風変わった内容の「Signalize!」を女児向けアニメのオープニングテーマとして起用したことについて、アニメ音楽情報サイト「リスアニ！WEB」において『リスアニ！』編集部のレビュアーもリリース当時の音楽シーンにおいて「きゃりーぱみゅぱみゅやSEKAI NO OWARIなどに親しんでいる彼女たちにとって、違和感はないのだろう」と論考している。さらに同レビュアーは本楽曲のハイレゾ音源についても以下のようにサウンド構成やヴォーカルに触れ、肯定的な言及をしている。
| 「                              | ステージが一回り大きくなったような印象だ。アタックが強いビートが抜け良く響き渡り、クールな質感のサウンドがダイナミックに広がる。音像はソリッドながらも全体的に浮遊感が漂う。音の響きへのこだわりを感じさせ、アレンジの意図する所が充分に理解できる。（中略）ヴォーカルはそれぞれのキャラクターの個性を描き出し、その立ち位置も明瞭。夢に向かう真剣な眼差しが、しなやかで伸びのある歌の表情から伝わってくる。 | 」 |
| —『リスアニ！』編集部レビュアー | |    |

次に「カレンダーガール」では田中による作曲・編曲術を評価する声がある。『リスアニ！』の澄川は楽曲の構成要素について「とびきりキャッチーなメロディがまず何より素晴らしいが、一方でエフェクティブなイントロなど曲中に多彩なギミックがまぶされている」と指摘している。ボーカロイドソフトを用いて音楽プロデュースを行い、音楽配信サービスKKBOXのライターも務めるミスミはMONACAの田中が手掛ける楽曲には複雑かつ洒落たコード進行や旋律が含まれると指摘し、優れた作品の1つとして「カレンダーガール」を挙げている。『リスアニ！』編集部のレビュアーは田中が手掛けた女性声優ユニット・ゆいかおりの楽曲「LUCKY DUCKY!!」を引き合いに出し、同様の「巧みなエディットによるイントロから、音が弾ける鮮やかな解像度が感じられる。散りばめられた音があふれ飛び出してくる凝ったアレンジは、楽曲をいっそう華やかに演出する」と田中の編曲技術を評価した。STAR☆ANISによるヴォーカルに関しては「イエー」や「フゥー」といったコーラスを特筆し、「あわただしい日常を過ごすキャラクターのイメージに一歩近づいたSTAR☆ANISの歌声のキュートさもさらに魅力的」と称賛した。
さらに、両楽曲が収録されたシングルについて音楽雑誌『CDJournal』のレビュアー・星隆行は4名のヴォーカルが「カラフルな世界を演出」していると評した。東京産業新聞社が運営するニュースサイト「ガジェット通信」のレビュアー3名は『アイカツ！』1stシーズン前期オープニングおよびエンディングテーマを総合してそれぞれ10点中7,6,6点をつけている。ガジェット通信のレビュアー・srbnは「Signalize!」は同様のアイドルを描いたアニメ作品で用いられる主題歌と比較して「珍しく激しさがない」と指摘した一方、「カレンダーガール」は「Signalize!」やキャラクターの神崎美月が披露する「Move on now!」とは異なり「ノリやすい」点を評価し、楽曲タイトルについても称賛した。

## チャート成績と受容
オリコンの調査によると、『Signalize!/カレンダーガール』は2012年11月21日にCDシングルとしてリリースされた後、オリコンシングルチャート2012年12月第1週付のチャートランキングで105位を記録した。初回および累積売上枚数は約900枚と推定されており、以来週間チャート200位以内へのランクインはない。
ニンテンドー3DS用ソフト『アイカツ! My No.1 Stage!』の発売前にはユーザーによる『アイカツ！』楽曲の人気投票企画が行われ、上位4曲のなかに「カレンダーガール」がランクインした。また、NHK BSプレミアムで放送されたテレビ番組『ニッポンアニメ100』では約1万曲のアニメソングを対象としたNHK視聴者による人気投票企画・ベスト・アニソン100が行われ、楽曲「カレンダーガール」は210位にランクインしている。そのほか、NHK-FM放送のラジオ番組『アニソン・アカデミー』内で2012年のアニソンランキングが紹介された際には「カレンダーガール」が女性歌手のChouChoによる楽曲「DreamRiser」に続き2位に位置している。

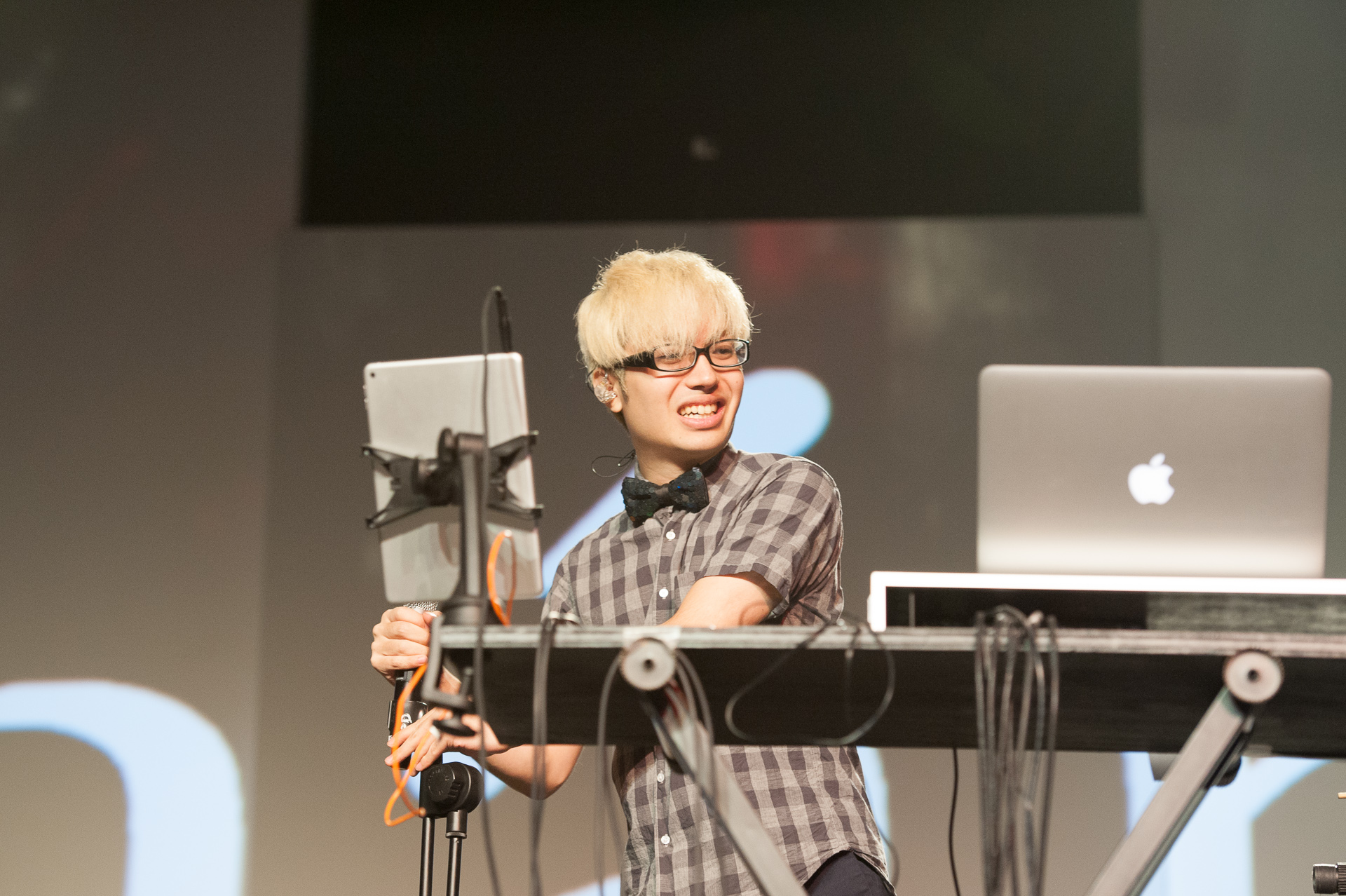
SNS上で楽曲「カレンダーガール」の歌詞について言及したfhánaのkevin。彼の登壇したステージでは「カレンダーガール」のDJパフォーマンスが行われた

音楽グループfhánaのサウンドプロデューサー・kevinは自身のTwitterで「カレンダーガール」のサビの歌詞を抜粋して涙を誘う内容と指摘し、「『今』を過ごしている彼女たちのリアルな感情がとてもエモい」と言及した。その後の2019年6月には、幕張メッセで開催されたイベント「ランティス祭り」においてkevinに加え音楽家の高橋諒、音楽ユニットbuzz★Vibesに所属するShinnosukeらがDJとしてステージに登壇し、アニメソングコーナー内で「カレンダーガール」を流すパフォーマンスも実施されている。
さらに、「カレンダーガール」は平成の期間にリリースされたアニメソング作品が対象になった、2019年発表の平成アニソン大賞において、angelaによる「シドニア」・μ'sによる「Snow halation」と並んで2010年〜2019年代の特別賞にノミネートされた。これを受けて、受賞作品を網羅したアルバム『平成アニソン大賞 mixed by DJ和』への収録が決定した。2019年4月3日にリリースされた同アルバムのライナーノーツで選考に携わったアニメライターの前田久は、アニメ作品『アイカツ！』の陰では音楽制作を担当したMONACAの存在が大きかったと述べ、それを考慮しての選出になったと明かしている。

## ライブ・パフォーマンス

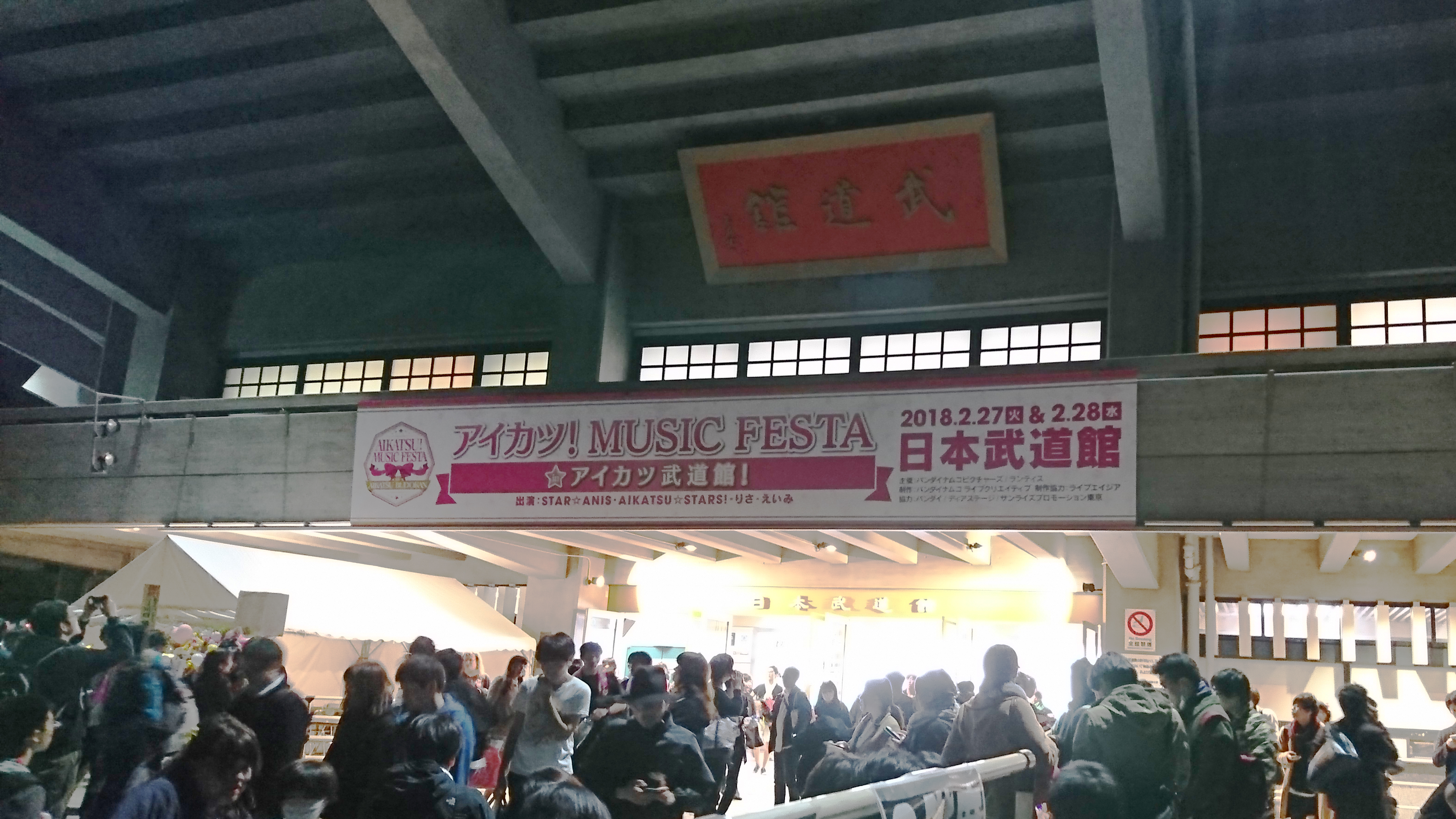
『アイカツ！』のライブ・イベント「アイカツ！ミュージックフェスタ in アイカツ武道館！」公演初日の様子
（2018年2月27日撮影）

日本では前述の発売記念イベントに加え、『アイカツ！』関連のライブ・イベントで「Signalize!」と「カレンダーガール」は複数回披露され、一部のパフォーマンスは映像作品としてリリースしている。『劇場版 アイカツ！』の公開日翌日の2014年12月14日には、お台場シネマメディアージュにおいて公開記念のミニライブを兼ねた上映会を実施し、STAR☆ANISが披露した「カレンダーガール」のパフォーマンスはライブビューイングによって日本全国の劇場6ヵ所で同時中継された。2018年2月27日・28日に日本武道館にて行われた『アイカツ！ミュージックフェスタ in アイカツ武道館！』では最終日に「Signalize!」をSTAR☆ANISのメンバーと『アイカツ！』に登場するユニット・マスカレードの歌唱担当であるりさ・えいみと合同で披露し、アンコールにはSTAR☆ANISとAIKATSU☆STARS!が登場し「カレンダーガール」を歌い上げた。この公演を最後に、両ユニットは解散している。
他のライブイベントでもSTAR☆ANISによるパフォーマンスが行われている。2014年に3日間に渡って潮風公園内の太陽の広場で行われたライブ・イベント「ランティス祭り」関東公演では、初日の9月13日に「カレンダーガール」が披露された。2014年9月22日にさいたまスーパーアリーナにて行われた『Animelo Summer Live 2014 -ONENESS-』初日公演では楽曲「アイドル活動！」・「ダイヤモンドハッピー」と繋げたメドレー形式で「Signalize!」が披露され、映像作品もリリースされた。2016年4月30日に大宮ソニックシティ大ホールにて行われたMONACA主催のライブイベント「MONACAフェス2016」でも「カレンダーガール」を歌い上げている。
日本国外では、インドネシアのジャカルタにある商業施設・fXスディルマン内のJKT48劇場において『アイカツ！』のプレス・カンファレンスが2014年9月10日に行われ、『アイカツ！』に登場する星宮いちごの衣装をまとったJKT48のユフィアがソロで「Calendar Girl」の歌唱パフォーマンスを披露した。

## テレビアニメでの使用
「Signalize!」はテレビアニメ『アイカツ！』の1話から25話までの1stシーズン前期オープニングテーマとして起用された。3DCGのキャラクターによるライブ・ステージ楽曲としては1stシーズンの17・40話で用いられ、日本語版の17話はわか・りすこのみがヴォーカルを務めるバージョンが使用された。オープニング映像は物語の始まりを感じさせる内容になっており、キャラクターの星宮いちごと霧矢あおいが学園に通う場面や登場キャラクター達の日常風景が描かれている。
「カレンダーガール」も同アニメの1話から25話までの1stシーズン前期エンディングテーマとして起用された。3DCGのキャラクターによるライブ・ステージ楽曲として1stシーズンの22・25・50話、2ndシーズンの55話および最終回の178話で用いられ、ステージに登壇するキャラクターに合わせて様々な組み合わせのヴォーカルによるバージョンが使用されている。エンディング映像ではアナログ・レコードが回り続け、歌詞の内容を反映したSDキャラが現れる。

### 50話での使用
『アイカツ！』1stシーズンの最終話に当たる50話の終盤ではいちごが神崎美月とのライブ・ステージ対決の後、いちご・あおい・蘭のユニット「ソレイユ」が披露する「カレンダーガール」のライブ・ステージがあり、そのステージから続けてアメリカへ旅立ついちごが見送られるシーンに「TV Size」バージョンではなくフルコーラスの「カレンダーガール」が流れる。ここでは、「カレンダーガール」の歌詞からフレーズを抜き出し、キャラクターの台詞に組み込む演出が行われている。このような演出は脚本家の加藤陽一によって視聴者を感動させる意図で行われ、加藤の手掛けた舞台『ミラクル☆トレイン〜大江戸線へようこそ〜』での成功経験を基に制作された。ほかにも、歌詞「思い出は未来のなかに」というフレーズが流れてあおいが初めてスターライト学園に登校した日を思い出すカットでは、彼女の流す涙が零れ落ちるシーンに曲中最後のサビ前にあるウィンドチャイムの音が対応付けられている。この演出も加藤のアイデアが反映されたものであり、加藤はこのように楽曲とアニメの演出が絡んだ50話の脚本を執筆するために「カレンダーガール」を5000回以上聴き込んでいる。

### 反響

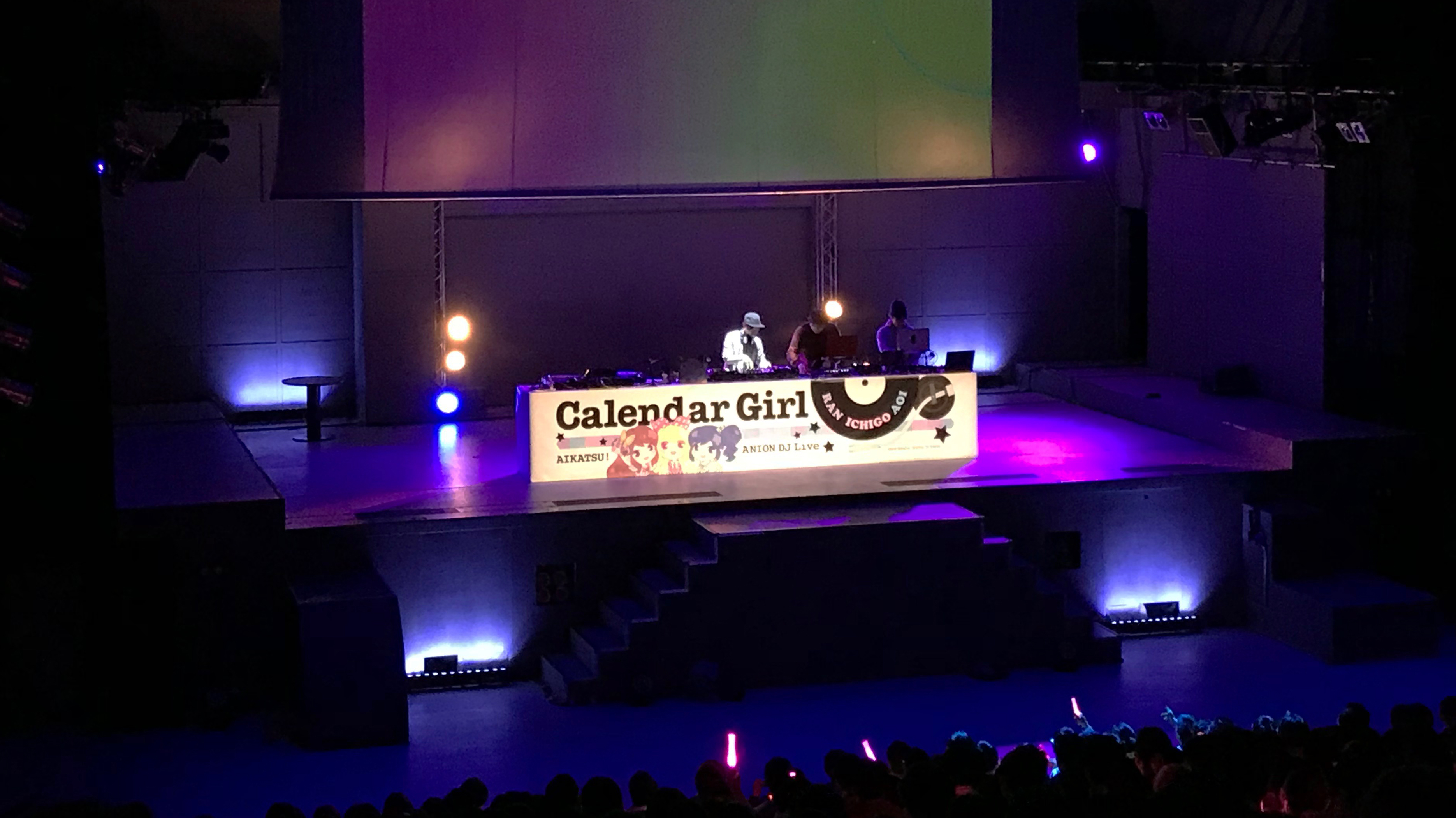
レコード『カレンダーガール』リリースイベントでDJを披露する田中秀和（シアターGロッソにて2019年3月8日撮影）

「カレンダーガール」がテレビアニメの主題歌として起用されたことについて『リスアニ！』誌のライター陣は次のようにコメントしている。ライターの上田繭子はアニメのエンディング映像を組み合わせると楽曲が可愛らしく映えていると評価し、市川太一はアニメのエンディングテーマとして起用されることで「カレンダーガール」は視聴者に「鮮烈なイメージを植え付けた」と言及した。そのほか、須永兼次はエンディングテーマとしてアニメ「作品の余韻を残しつつもガーリーな世界をポップに描いた」と述べている。
アニメ作品などの情報サイト「アキバ総研」のライター・やまゆーは、50話が視聴者を感涙させる話に仕上がっていると述べ、「カレンダーガール」に含まれる日常のかけがえなさを表現した歌詞について登場キャラクターの別れのシーンで重要な役割を担ったとしている。また、ゲーム開発を行う会社DICOが運営するニュースサイト「STARTT」でライターを務める小林白菜は、「カレンダーガール」が『アイカツ！』の代表的な楽曲作品として多くの視聴者に受け入れられていると指摘した。
「カレンダーガール」のエンディング映像は、ビデオ・オン・デマンドサービスのdアニメストア内のユーザ投票（2019年5月実施）においておすすめのエンディングアニメとしてもピックアップされ、イラストの可愛らしさについて特筆したユーザコメントが寄せられている。このエンディング映像の世界観をモチーフにしたピクチャー・レコード『カレンダーガール』も制作されており、サンライズミュージックレーベルから2019年2月6日にリリースされた。このレコードには「Signalize!」と「カレンダーガール」が収録され、受注開始から1ヶ月程度で1000枚以上の注文を受ける反響があった。本レコードの発売を受け、同年3月にはMONACAの田中秀和と石濱翔らによるDJパフォーマンス・イベントも企画された。

## カバー、リミックス、アレンジ
「Signalize!」・「カレンダーガール」は本田洋一郎によってリアレンジされ、声優の秋奈と杜野まこが歌唱を担当したカバー・バージョンが子供を対象とした複数のアルバムに収録され、キングレコードから発売された。日本BS放送 (BS11) のテレビ番組『Anison Days』では、歌手の森口博子と酒井ミキオによる「カレンダーガール」のカバーが2020年に放送された。
また、2018年3月23日にバンダイの公式通販サイト・プレミアムバンダイおよび新木場ageHaで開催されたイベント「アイカツ！アニON ALL-MIX」において、『アイカツ！』ディスコグラフィ13曲のリミックスアルバム『AIKATSU! ANION “NOT ODAYAKA” Remix』が発売され、ミュージシャンのkzによってリミックスされた楽曲「カレンダーガール」が1曲目に収録された。なお、同年6月17日には新木場STUDIO COASTでアニメソングイベント「リスアニ！PARK Vol.02」が実施され、kzが本リミックス・ナンバーのDJパフォーマンスを披露している。イベントでは同じくkzがリミックスを手掛けた、ゲーム『アイドルマスター シンデレラガールズ』に登場する大槻唯のキャラクターソング「Radio Happy」から連続して「カレンダーガール」をかけ、音楽ライターの北野創からは高い満足感を観客に与えたと評されている。同じ場所で2020年6月末に敢行されたオンラインDJイベント「ASOBINOTES ONLINE FES」でも、kzが同様のパフォーマンスを披露している。
2019年2月10日のイベント「Music 4Gamer #4『アイカツ！シリーズ』オーケストラコンサート『オケカツ！』」（昭和女子大学人見記念講堂にて開催）では、東京交響楽団が『アイカツ！』のディスコグラフィを演奏し、その演奏公演の中で「カレンダーガール」が昼・夜2公演ともに本編のラストで披露された。この演奏では、原曲のもつポップなメロディや前述したヴォーカルのエフェクトがオーケストラによって再現された。のちに、本公演での音源を収録したCDアルバム『「アイカツ！シリーズ」オーケストラコンサート『オケカツ！』アルバム』も制作されている。翌年3月には新型コロナウイルス感染症の拡大の影響を受け、同様のイベント「『オケカツ！』2nd Stage」が無観客での映像収録にて行われたが、そこで演奏された「カレンダーガール」についてレボーターの佐古田康之は楽曲のパートごとに音色の雰囲気を変化させる構成になっていたと言及している。

## シングル収録曲
| #         | タイトル                         | 作詞         | 作曲              | 編曲              | 時間  |
| --------- | -------------------------------- | ------------ | ----------------- | ----------------- | ----- |
| 1.        | 「Signalize!」                   | 畑亜貴       | NARASAKI          | SADESPER RECORD   | 4:59  |
| 2.        | 「カレンダーガール」             | こだまさおり | 田中秀和 (MONACA) | 田中秀和 (MONACA) | 4:24  |
| 3.        | 「Signalize! (OFF VOCAL)」       | 畑亜貴       | NARASAKI          | SADESPER RECORD   | 4:59  |
| 4.        | 「カレンダーガール (OFF VOCAL)」 | こだまさおり | 田中秀和 (MONACA) | 田中秀和 (MONACA) | 4:23  |
| 合計時間: | 合計時間:                        | 合計時間:    | 合計時間:         | 合計時間:         | 18:47 |

## クレジット
| - 林田涼太 - ミキシング・エンジニア - Iroha Studio - ミキシング・スタジオ - 後藤貴徳 - ギター - 鹿島達彦 - ベース - 淺野浩伸 (redefine) - ミキシング・エンジニア - Splash Sound Studio - ミキシング・スタジオ | - STUDIO emPOINT - レコーディング・スタジオ - M's disk mastering - マスタリング・スタジオ - 滝瀬真代 - マスタリング・エンジニア |